# 直刺变豆菜
直刺变豆菜（学名：Sanicula orthacantha）又名小紫花菜、黑鹅脚板，是伞形科变豆菜属的植物，是中国的特有植物。分布在中国大陆的浙江、云南、福建、湖南、四川、陕西、广西、江西、甘肃、广东、安徽、贵州等地，生长于海拔260米至3,200米的地区，多生长于路旁、山涧林下、沟谷和溪边等处，目前尚未由人工引种栽培。

## 异名
- Sanicula henryi Wolff
- Sanicula orthacantha S. Moore var. brevispina de Boiss.
- Sanicula orthacantha S. Moore var. stolonifera Shan et S. L. Liou

## 用途
在中国传统医学中，直刺变豆菜具有清热解毒、益肺止咳、祛风除湿、活血通络等功效。